# 郭漢柱
郭漢柱（英語：Andrew Kwok Hon Chu，1986年7月4日—），香港男演員，主要以自由身拍攝電影、劇集及舞台劇。

## 簡歷
郭漢柱自小於港島區長大，有一名胞妹，一家四口子定居沙田。他曾就讀仙慧英文幼稚園及顯理中學，2003年中五畢業便選擇報讀職訓局轄下課程；大概初中時候身型日漸瘦削，經醫生檢查確認沒有任何隱病且機能正常，但消瘦成因未明，又容易疲累和怕冷。2007年取得文憑後，他在印刷廠從事文職工作，翌年12月至2011年則轉任香港海洋公園全職演員，負責扮演場內園區精靈，2017年亦曾參與「十月全城哈囉喂」活動；2013年12月至2017年12月又曾在香港杜莎夫人蠟像館任職售票員。
郭漢柱唸大專期間已加入戲劇學會和六樓后座劇團，但每次只能演出癮君子、外星人或絕症患者一類角色。2009年6月，他開始以自由身擔任特約演員，拍攝多套電影、劇集與舞台劇，而較為人熟悉的作品是《蜜桃成熟時33D》、《踏血尋梅》；並於同年取得香港知專設計學院印刷及出版高級文憑。2011及2013年起，他也分別擔任「FORGAG.COM」、YouTube 頻道「毀滅劇場」的演員兼導演；2019年參演無綫電視處境劇《愛·回家之開心速遞》裡校草選舉參賽者「楊瑞南」一角，因表現突出而再受到注目。

## 演出作品

### 電影
| 首映   | 電影名                         | 角色       |
| 2011年 | 蜜桃成熟時33D                  | 蛋 散      |
| 2012年 | 街角 MEET YOU HERE（微電影）   | 賢仔朋友   |
| 2013年 | 奇幻夜                         | 小學生厲鬼 |
| 2013年 | 重口味                         | 妓 女      |
| 2013年 | 微交少女                       | 海狗手下   |
| 2013年 | 喜愛夜蒲3                      |            |
| 2014年 | 金雞SSS                        | 手 下      |
| 2014年 | 分手100次                      | 瘦 男      |
| 2014年 | 大茶飯                         | 餐廳食客   |
| 2015年 | 十二金鴨                       | 傾深顧客   |
| 2015年 | 吉星高照2015                   | John       |
| 2015年 | 踏血尋梅                       | 嫖 客      |
| 2016年 | 我老婆係明星                   | 瘦 賊      |
| 2016年 | 哥基王子                       |            |
| 2017年 | 救殭清道夫                     | 殭屍王     |
| 2017年 | 拆彈專家                       | 人 質      |
| 2017年 | 極度恐懼之演員（內地網絡電影） | 收音師仔   |
| 2017年 | 明月幾時有                     |            |
| 2017年 | 喵星人                         | 蜘蛛精侍婢 |
| 2017年 | 追龍                           |            |
| 2018年 | 網戰（無綫電視電影）           |            |
| 2018年 | 監獄建築師                     | 囚 犯      |
| 2018年 | 古宅                           | 喪 屍      |
| 2018年 | 八步半喜怒哀樂                 | 阿 妖      |
| 2019年 | 家和萬事驚                     | 板間房住户 |
| 2019年 | 極品閨蜜2019（內地網絡電影）   | 瘦弱男子   |
| 2019年 | 非分熟女                       | Andrew     |
| 2019年 | 最佳男友進化論                 |            |
| 2019年 | 澳門之年-小夏（獨立電影）      |            |
| 2020年 | 冥通銀行特約：翻生爭霸戰       | 阿 龍      |
| 2021年 | 總是有愛在隔離                 | 雷公手下   |
| 2022年 | 神探大戰                       | 怪 物      |
| 2022年 | 正義迴廊                       | 集中營俘虜 |
| 2022年 | 給我1天                        | 王祖藍替身 |
| 未上映 | 香港地                         |            |
| 未上映 | 阿龍                           |            |

### 劇集
| 首播            | 劇名                  | 角色                           |
| ViuTV           |                       |                                |
| 2016年          | 瑪嘉烈與大衛系列 綠豆 | Peter（第4集）                 |
| 2017年          | 詭探                  | 陳文強                         |
| 2018年          | 做演藝嘅              | 骨精強（第8集）                |
| 2019年          | 理想國                | 被灌飲「玫瑰水」男子（第11集） |
| 2020年          | 好人好姐              | 戴志偉（第9集）                |
| 2020年          | 地產仔                | 金老闆（第9集）                |
| 2022年          | 季前賽                | 街坊兄弟三人組                 |
| 優酷、YouTube   |                       |                                |
| 2017年          | 反黑                  | 佐治手下（第7集）              |
| 港台電視31、31A |                       |                                |
| 2017年          | 反斗英語2017          | 健身客（Bulid 肌）             |
| 2018年          | 我的家庭醫生3         | 小 雞（善用醫療券篇）          |
| 2020年          | 沒有牆的世界VII       | 沙頭角                         |
| 優酷            |                       |                                |
| 2019年          | PTU機動部隊           |                                |
| 無綫電視        |                       |                                |
| 2019年          | 鐵探                  | 街頭販毒集團成員（第1集）      |
| 2019年          | 愛·回家之開心速遞     | 楊瑞南（第614集）              |
| 2021年          | 陀槍師姐2021          | 排 骨（第28、29集）            |
| 2021年          | 伙記辦大事            | 魏敬堯手下（第8集）            |
| 2021年          | 智能愛人              | 古家儀粉絲（第13、16集）       |

### 電視節目
| 首播       | 節目名         | 備註                                   |
| 港台電視31 |                |                                        |
| 2016年     | 辦公室生存之道 | 第4集固定演出                          |
| 2022年     | 老中青當自強   | 與尹光、鄧兆尊、黃愷怡及張嘉欣一同主持 |
| ViuTV      |                |                                        |
| 2016年     | 我說過要你快樂 | 固定演出                               |
| 無綫電視   |                |                                        |
| 2020年     | 東張西望       | 5月12日訪問嘉賓                        |
| 2021年     | 星期日檔案     | 1月3日訪問嘉賓                         |

### 音樂錄像
| 年份   | 歌曲       | 歌手   |
| 2015年 | 真人真事   | 黃家強 |
| 2017年 | 單身九     | 李拾壹 |
| 2019年 | 後街女孩   | BINGO  |
| 2020年 | Dead Souls | DeerMX |

### 廣告
| 年份   | 內容                                                                                  |
| 2015年 | 香港吸煙與健康委員會「喉癌康復者韓文貴成功戒煙故事」                                  |
| 2016年 | 灣仔碼頭水餃「灣仔碼頭咖哩煎餃 - 【灣仔碼頭 × 歡喜 sir 餃大佢】全港『餓』底即時曝光」 |
| 2016年 | 豐澤電器「幕後玩家電」                                                                |
| 2016年 | 武田藥品（香港）「MyTear 我眼淚人工淚液 - 杜如風·如風撒網 捕獲四猛男」                |
| 2017年 | 大家樂「Segafredo 咖啡系列 - 大家樂 × Pietro Boselli 特別任務：奪啡奇兵」             |
| 2017年 | 旋轉拍賣「旋轉拍賣 App - 拳王林雪 × Carousell 旋轉拍賣：為舊物展開第二人生」          |
| 2018年 | 香港海洋公園「咁多種驚，「科技驚」你又試過未？（ft.羅蘭、麥明詩）」                   |
| 2018年 | 渣打銀行「首創還原保障 - 投保指定危疾保險計劃 尊享保費回贈」                          |
| 2018年 | 榮拳館「擊瘦爭霸戰 - 今個冬天 化脂肪為力量」                                          |

### 其他
| 年份   | 內容                                            | 備註                                      |
| 短片   |                                                 |                                           |
| 2018年 | PlayStation 5億台紀念專訪 - 星星電子老板娘 芬姐 | 擔任模擬片段演員                          |
| 2018年 | Burn all flags（陳巧真、徐智彥）                | 音樂影像企劃【Project Keep Pushing】第2集 |
| 替身   |                                                 |                                           |
| 2016年 | 致命復活                                        | 擔任郭晉安替身演員                        |

## 編導作品

### 音樂錄像
- 2017年：哈比《貓紙》（電影《青春戰記》插曲）

## 外部連結
- Andrew Honchu Kwok的Facebook專頁
- 瘦仔漢柱 • Andrew Honchu的Facebook專頁
- 郭漢柱的Instagram帳戶
- YouTube上的毀滅劇場頻道
- 郭漢柱在香港影庫上的簡介